# Amami Ōshima
Amami Ōshima (jap. 奄美大島) – największa wyspa z grupy Amami, które są częścią archipelagu Riukiu. Ma powierzchnię 712,41 km². Zamieszkuje ją około 73 tysiące ludzi, większość w głównym mieście Amami.

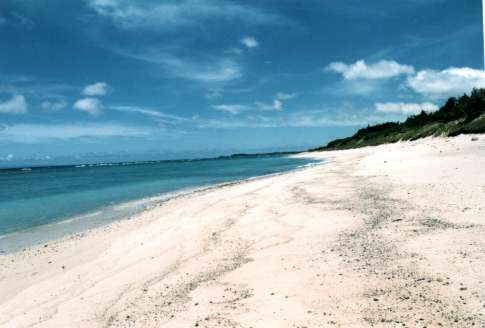
Plaża na wyspie Amami Ōshima

Grupa wysp Amami, wraz z grupami: Tokara i Ōsumi, tworzy archipelag Satsunan. Wszystkie te grupy wysp należą administracyjnie do prefektury Kagoshima.